# Carrarese Calcio 1908 1983-1984
Questa voce raccoglie le informazioni riguardanti la Carrarese Calcio 1908 nelle competizioni ufficiali della stagione 1983-1984.

## Rosa
| N. |                   | Ruolo | Calciatore              |
| -- | ----------------- | ----- | ----------------------- |
|    | Italia (bandiera) | A     | Virgino Araldi          |
|    | Italia (bandiera) | D     | Pierpaolo Baiguera      |
|    | Italia (bandiera) | D     | Fabrizio Bobbiesi       |
|    | Italia (bandiera) | D     | Mario Buccilli          |
|    | Italia (bandiera) | A     | Marco Cacciatori        |
|    | Italia (bandiera) | C     | Paolo Corsi             |
|    | Italia (bandiera) | C     | Pino D'Angelo           |
|    | Italia (bandiera) | A     | Davide Del Nero         |
|    | Italia (bandiera) | P     | Fabrizio Deogratias (I) |
|    | Italia (bandiera) | C     | Gabriele Landi          |
|    | Italia (bandiera) | P     | Marco Magnani           |

| N. |                   | Ruolo | Calciatore            |
| -- | ----------------- | ----- | --------------------- |
|    | Italia (bandiera) | A     | Roberto Mandressi     |
|    | Italia (bandiera) | C     | Gian Piero Menconi    |
|    | Italia (bandiera) | C     | Paolo Moschetti       |
|    | Italia (bandiera) | C     | Piergiorgio Negrisolo |
|    | Italia (bandiera) | D     | Pelati                |
|    | Italia (bandiera) | C     | Massimo Ravenna       |
|    | Italia (bandiera) | C     | Gian Marco Remondina  |
|    | Italia (bandiera) | D     | Paolo Rossi           |
|    | Italia (bandiera) | C     | Gabriele Savino       |
|    | Italia (bandiera) | D     | Mario Somma           |
|    | Italia (bandiera) | C     | Marco Taffi           |

## Risultati

### Serie C1

#### Girone di andata
| 18 settembre 1983 1ª giornata                           | Parma     | 2 – 0 | Carrarese |  |
| \| \| \| \| \| Di Pietropaolo, Frara \| Marcatori \| \| |           |       |           |  |
|                                                         |           |       |           |  |
| Di Pietropaolo, Frara                                   | Marcatori |       |           |  |

| 25 settembre 1983 2ª giornata                                                   | Carrarese | 2 – 1    | Rimini |  |
| \| \| \| \| \| Gabriele Savino, Virginio Araldi (R) \| Marcatori \| Nicolini \| |           |          |        |  |
|                                                                                 |           |          |        |  |
| Gabriele Savino, Virginio Araldi (R)                                            | Marcatori | Nicolini |        |  |

| 2 ottobre 1983 3ª giornata | Fanfulla | 0 – 0 | Carrarese |  |

| 9 ottobre 1983 4ª giornata | Carrarese | 2 – 0 | Ancona |  |

| 16 ottobre 1983 5ª giornata | Lanerossi Vicenza | 1 – 0 | Carrarese |  |

| 23 ottobre 1983 6ª giornata | Carrarese | 3 – 1 | Treviso |  |

| 30 ottobre 1983 7ª giornata | Sanremese | 1 – 0 | Carrarese |  |

| 6 novembre 1983 8ª giornata | Carrarese | 0 – 0 | Reggiana |  |

| 13 novembre 1983 9ª giornata | Prato | 0 – 0 | Carrarese |  |

| 20 novembre 1983 10ª giornata                     | Carrarese | 1 – 0 | Brescia |  |
| \| \| \| \| \| Davide Del Nero \| Marcatori \| \| |           |       |         |  |
|                                                   |           |       |         |  |
| Davide Del Nero                                   | Marcatori |       |         |  |

| 27 novembre 1983 11ª giornata | Bologna | 4 – 2 | Carrarese |  |

| 4 dicembre 1983 12ª giornata | Trento | 0 – 0 | Carrarese |  |

| 11 dicembre 1983 13ª giornata                                                        | Carrarese | 2 – 2                | Modena |  |
| \| \| \| \| \| Marco Cacciatori, Marco Taffi \| Marcatori \| Ferrari, De Bernardi \| |           |                      |        |  |
|                                                                                      |           |                      |        |  |
| Marco Cacciatori, Marco Taffi                                                        | Marcatori | Ferrari, De Bernardi |        |  |

| 18 dicembre 1983 14ª giornata | Fano | 1 – 1 | Carrarese |  |

| 8 gennaio 1984 15ª giornata | Carrarese | 2 – 1 | Rondinella Marzocco |  |

| 15 gennaio 1984 16ª giornata | Legnano | 0 – 0 | Carrarese |  |

| 22 gennaio 1984 17ª giornata | Carrarese | 0 – 0 | SPAL |  |

#### Girone di ritorno
| 29 gennaio 1984 18ª giornata | Carrarese | 1 – 0 | Parma |  |

| 5 febbraio 1984 19ª giornata | Rimini | 1 – 1 | Carrarese |  |

| 12 febbraio 1984 20ª giornata | Carrarese | 1 – 1 | Fanfulla |  |

| 19 febbraio 1984 21ª giornata | Ancona | 1 – 0 | Carrarese |  |

| 26 febbraio 1984 22ª giornata | Carrarese | 1 – 2 | Lanerossi Vicenza |  |

| 4 marzo 1984 23ª giornata | Treviso | 1 – 0 | Carrarese |  |

| 11 marzo 1984 24ª giornata | Carrarese | 1 – 0 | Sanremese |  |

| 18 marzo 1984 25ª giornata | Reggiana | 0 – 2 | Carrarese |  |

| 1º aprile 1984 26ª giornata | Carrarese | 3 – 1 | Prato |  |

| 8 aprile 1984 27ª giornata | Brescia | 0 – 0 | Carrarese |  |

| 15 aprile 1984 28ª giornata | Carrarese | 0 – 0 | Bologna |  |

| 29 aprile 1984 29ª giornata | Carrarese | 3 – 1 | Trento |  |

| 6 maggio 1984 30ª giornata | Modena | 1 – 4 | Carrarese |  |

| 13 maggio 1984 31ª giornata | Carrarese | 0 – 0 | Fano |  |

| 20 maggio 1984 32ª giornata | Rondinella Marzocco | 2 – 2 | Carrarese |  |

| 27 maggio 1984 33ª giornata | Carrarese | 1 – 0 | Legnano |  |

| 3 giugno 1984 34ª giornata | SPAL | 1 – 1 | Carrarese |  |